# Gotō Sumio
Gotō Sumio (japanisch 後藤 純男; * 21. Januar 1930 in Sekiyado-machi, heute Noda, Präfektur Chiba; † 18. Oktober 2016, Präfektur Chiba) war ein japanischer Maler der Nihonga-Richtung. Er war Professor an der Tōkyō Geijutsu Daigaku, Mitglied der Nihon Bijutsuin und wurde mit bedeutenden Preisen wie dem Orden der Aufgehenden Sonne ausgezeichnet. 1997 eröffnete er in Kamifurano, Hokkaidō, das Gotō-Sumio-Museum.

## Leben
Gotō Sumio wurde 1930 als Sohn eines Shingon-Mönchs in Sekiyado-machi (heute Noda) geboren. 1932 zog die Familie nach Matsubushi in der Präfektur Saitama.
Ab 1946 studierte er bei Yamamoto Kyūjin und später bei Tanaka Seihyō. 1952 wurde erstmals eines seiner Werke (Fūkei, 風景, „Landschaft“) von der Jury der Inten, einer Ausstellung des Nihon Bijutsuin („Japanisches Kunstinstitut“), zugelassen. 1954 wurde er zum „Freund des Instituts“ (院友, In’yū) des Nihon Bijutsuin, 1974 zum Mitglied (同人, Dōjin).
Zwischen 1955 und 1969 reiste Gotō viel, unter anderem durch Kansai, Shikoku und Hokkaidō, um Tempel und Landschaften zu skizzieren. Ab 1979 begab er sich nahezu jährlich zu Studienreisen nach China. 1965 und 1969 wurden seine Werke Jakuin (寂韻, „Nachklang der Stille“) und Sōsō (淙想, „Gedanken im Rauschen des Wassers“) in der allgemeinen Sektion der Inten prämiert. 1976 wurde er mit dem Preis des Ministers für Bildung, Kultur, Sport, Wissenschaft und Technologie (文部科学大臣賞, Monbu kagaku daijin-shō) ausgezeichnet. 1982 ernannte ihn die Xi’an Akademie der Schönen Künste in China zum Honorarprofessor. 1986 erhielt er bei der Inten den Preis des Premierministers (内閣総理大臣賞, Naikaku Sōri Daijin-shō) für sein Werk Kōnan suiro no asa (江南水路の朝, „Morgen an den Wasserwegen von Jiangnan“).
Von 1988 bis 1997 war er Professor an der Tōkyō Geijutsu Daigaku. 1993 schuf er großformatige Fusuma-Bilder für den Haupttempel Hase-dera in Nara. 1995 hatte er eine große Einzelausstellung in Paris. 1997 gründete er das Gotō-Sumio-Museum in Kamifurano, Hokkaidō, und wurde Ehrenbürger seiner Heimatstadt Matsubushi. 2006 erhielt er den Orden der Aufgehenden Sonne, 4. Klasse.
2016 wurden ihm der Preis der Japanischen Akademie der Künste (日本芸術院賞, Nihon geijutsuinshō) sowie der kaiserliche Preis der Japanischen Akademie (恩賜賞, Onshi-shō) für das Werk Yamato no yuki (大和の雪, „Der Schnee von Yamato“) verliehen. Im gleichen Jahr ernannte ihn die Tōkyō Geijutsu Daigaku zum Honorarprofessor. Er starb am 18. Oktober 2016 an den Folgen einer Sepsis im Alter von 86 Jahren.

## Werke
Gotōs Werke sind der Nihonga-Malerei verpflichtet und zeichnen sich durch großflächige Landschaftsdarstellungen aus, die traditionelle Bildsprache mit monumentalem Format verbinden. Viele seiner Arbeiten befinden sich heute im Gotō-Sumio-Museum in Hokkaidō sowie in Tempeln der Shingon-Schule.

## Auszeichnungen
- 1965, 1969: Großer Preis der Nihon Bijutsuin
- 1976: Preis des Ministers für Bildung, Kultur, Sport, Wissenschaft und Technologie
- 1986: Preis des Premierministers
- 2006: Orden der Aufgehenden Sonne, 4. Klasse (旭日小綬章)
- 2016: Preis der Japanischen Akademie der Künste und kaiserlicher Preis der Japanischen Akademie